# Alex Inkeles
Alex Inkeles (ur. 4 marca 1920 w Brooklynie, Nowy Jork, zm. 9 lipca 2010) – amerykański psycholog społeczny

## Życiorys
Absolwent Cornell University (1946), doktorat na Columbia University (1949). Profesor Uniwersytetu Harvarda, następnie pracownik Hoover Institution oraz profesor uniwersytetu Stanforda. 

## Koncepcje
Przeprowadził badania porównawcze osobowości nowoczesnej w latach 70. Według niego rozwój społeczny to rozwój osobowości człowieka. Występuje również jednostkowy pęd do rozwoju – dzięki jednostkom rozwijają się poszczególne dyscypliny. 
Cechy człowieka nowoczesnego według Inkelesa:
- otwarty – na nowe doświadczenia, wymagania, na rzeczy nowe;
- ciekawy świata – nie zamyka się na własne sprawy czy sprawy własnej wspólnoty, jest tolerancyjny wobec pluralizmu, nie ucieka od inności;
- zorientowany na teraźniejszość i przyszłość;
- potrzebuje planować i potrafi to robić; ma przeświadczenie, że człowiek potrafi kontrolować otoczenie;
- zaufanie – dla niego świat przestał być nieprzewidywalny, nie obchodzą go ani stereotypy ani przesądy, wierzy tylko w racjonalne wytłumaczenia;
- zwraca uwagę na znaczenie wiedzy i edukacji; im wyższe wykształcenie, tym lepsza pozycja społeczna.

## Wybrane publikacje
- (współautor: Raymond Augustine Bauer), The Soviet Citizen: Daily Life in a Totalitarian Society Hardcover, Cambridge, Mass.: Harvard Univ. Press 1959.
- Social change in Soviet Russia, Cambridge, Mass.: Harvard Univ. Press 1968.
- (współautor: David Horton Smith), Becoming modern: individual change in 6 developing countries, Cambridge, Mass.: Harvard Univ. Press 1976.